# Malvern Hills

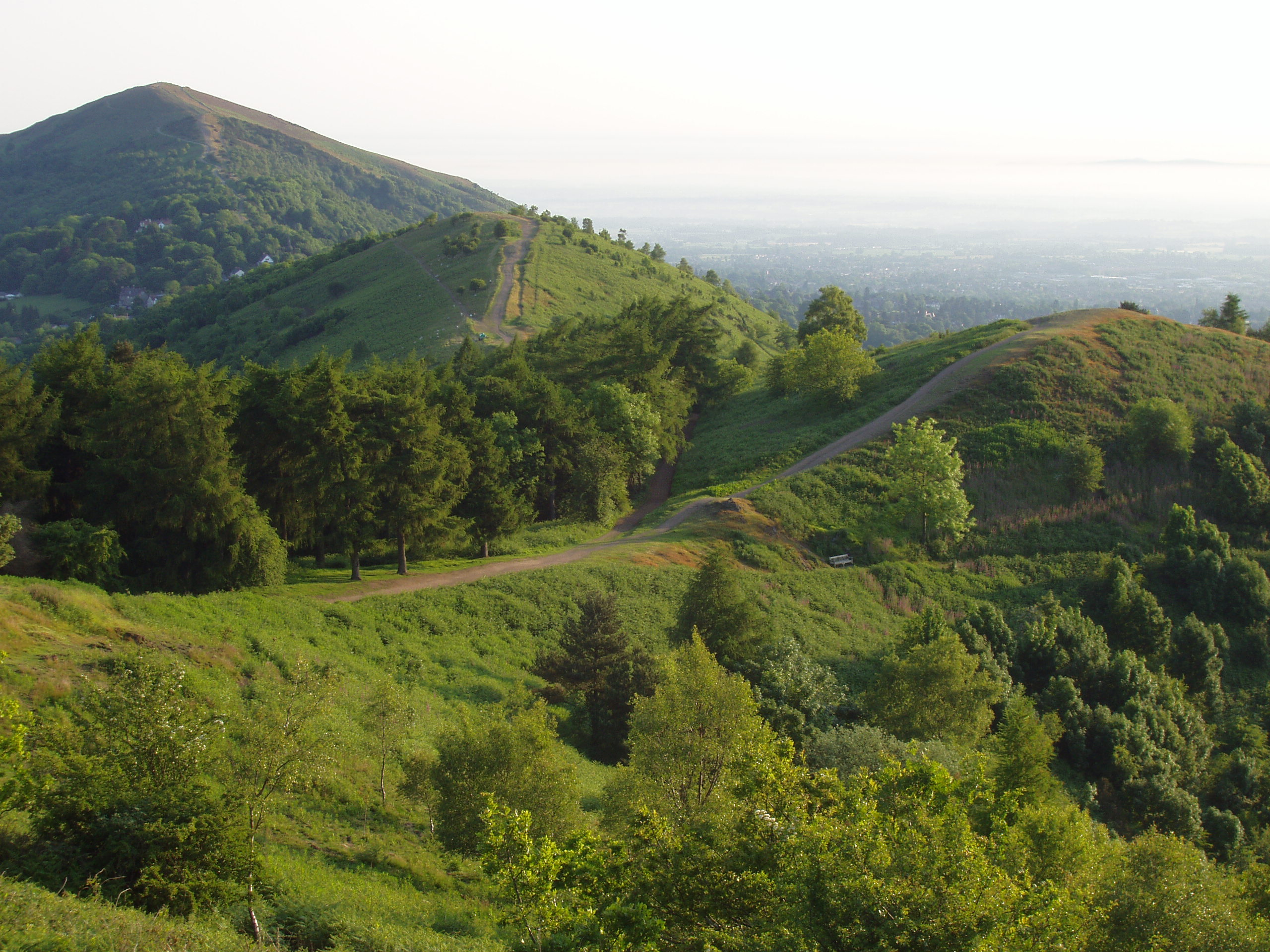
Widok na Malvern Hills

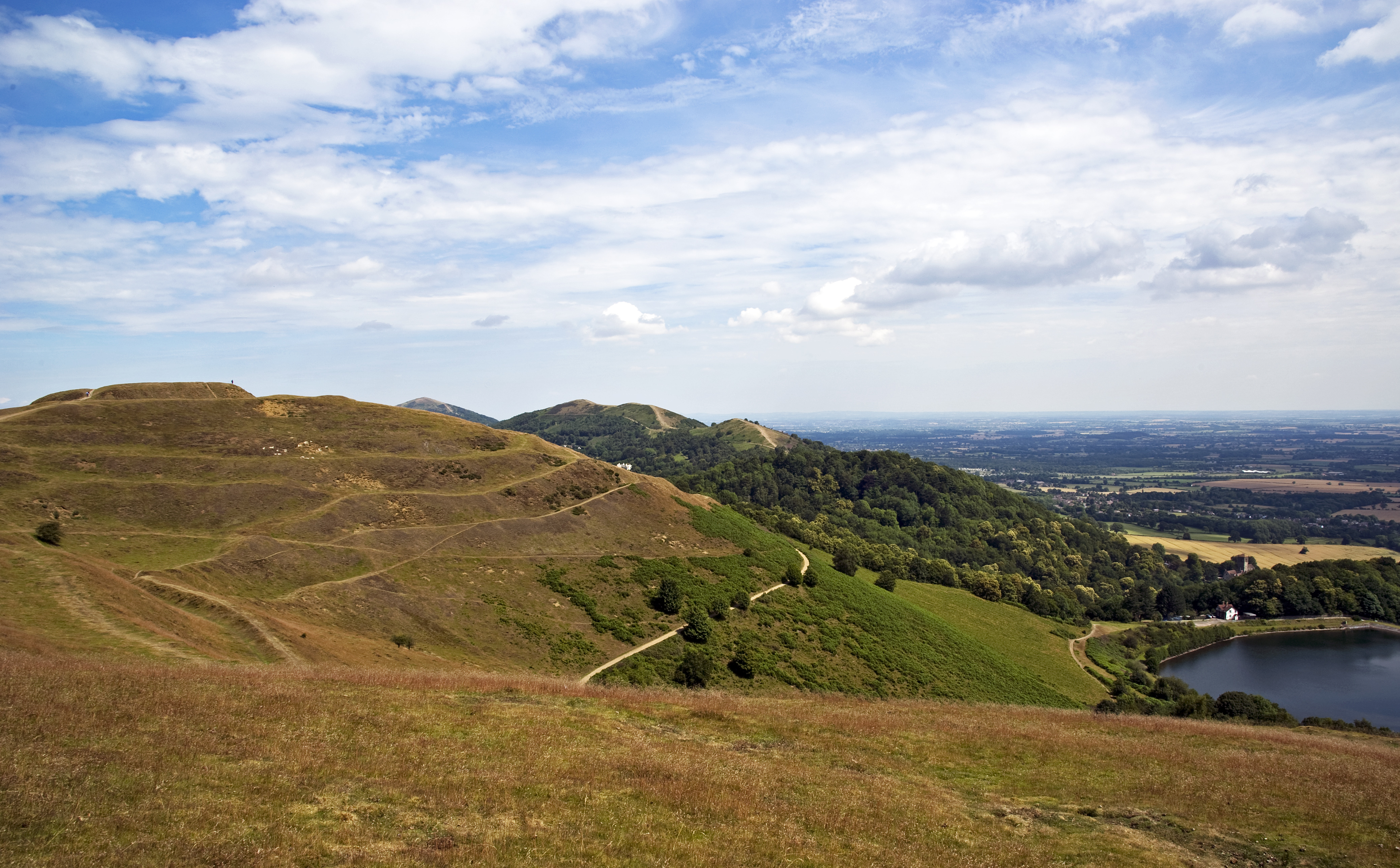
Wzgórze Herefordshire Beacon z widocznymi pozostałościami fortu z epoki żelaza

Malvern Hills – pasmo wzgórz w zachodniej Anglii, położone na granicy hrabstw Herefordshire, Worcestershire oraz Gloucestershire. Najwyższy szczyt należący do pasma – Worcestershire Beacon – liczy 450 m n.p.m.
Od 1959 roku Malvern Hills podlegają ochronie jako obszar o wybitnym pięknie naturalnym (Area of Outstanding Natural Beauty). Obszar objęty ochroną liczy 105 km² powierzchni, rozciąga się z północy na południe na długości 20 km a z zachodu na wschód w najszerszym miejscu osiąga 9 km. Teren zamieszkany jest przez ok. 12 200 ludzi.
W bezpośrednim sąsiedztwie wzgórz powstały miasta Malvern oraz Ledbury.
Malvern Hills przecina linia kolejowa Cotswold Line, łącząca Oksford z miastem Hereford, a na południe od wzgórz przebiega autostrada M50, łącząca Ross-on-Wye z autostradą M5.